# Titan A.E.
Titan A.E. este un film de animație științifico-fantastic distopian / post-apocaliptic din 2000. Acest film de aventuri este regizat de Don Bluth și Gary Goldman. Titlul filmului se referă la o navă spațială, A.E. având sensul de After Earth (După Terra). Vocile personajelor sunt interpretate de Matt Damon, Bill Pullman, Drew Barrymore ș.a. În timpul producției titlul filmului a fost Planet Ice. Filmul nu a fost un succes la box office. A fost ultimul film produs de Fox Animation Studios înainte de închiderea sa.

## Povestea

Nave terestre de evacuare

Titan A.E. părăsește Pământul în fața atacului speciei extraterestre Drej

În 3028, omenirea a dezvoltat călătoria spațială la scară galactică și a interacționat cu mai multe specii extraterestre. Cu toate acestea, o descoperire experimentală terestră, denumită Proiectul Titan, a făcut ca specia Drej să intre în stare de alarmă. Specia Drej este o rasă răuvoitoare, în același timp fiind o specie energetică. Temându-se că oamenii îi pot înlocui ca specie dominantă a galaxiei, Drej declara război umanității. În timp ce Drej se pregătesc să distrugă Pământul, profesorul Sam Tucker (Ron Perlman), cercetător șef în cadrul Proiectului Titan, îi dă fiului său, Cale (Alex D. Linz), un inel și-l trimite pe una din navele de evacuare cu prietenul său extraterestru, Tek (Tone Loc). Între timp, Sam și ceilalți membri ai echipei sale pleacă cu nava spațială Titan de pe Pământ și intră în hiperspațiu. Pământul este distrus, iar restul speciei umane ajung vagabonzi, în general, ridiculizați de alte specii.